# Тела, тела, тела
Тела, тела, тела (енгл. Bodies Bodies Bodies) амерички је слешер филм из 2022. године у режији Халине Рејен. Сценарио потписује Сара Делап, по причи Кристен Рупенијан. Главне улоге тумаче: Амандла Стенберг, Марија Бакалова, Мајха’ла Херолд, Чејс Суј Вондерс, Рејчел Сенот, Ли Пејс и Пит Дејвидсон.
Премијера је приказана 14. марта 2022. године на фестивалу South by Southwest, док је од 5. августа исте године приказиван у биоскопима у САД. Добио је углавном позитивне рецензије критичара, који су похвалили хумор и глумачку поставу. Зарадио је 14 милиона долара.

## Радња
Када група богатих двадесетогодишњака планира журку у удаљеној породичној вили, игра постаје смртоносна.

## Улоге
| Глумац           | Улога  |
| ---------------- | ------ |
| Амандла Стенберг | Софи   |
| Марија Бакалова  | Би     |
| Мајха’ла Херолд  | Џордан |
| Чејс Суј Вондерс | Ема    |
| Рејчел Сенот     | Алис   |
| Ли Пејс          | Грег   |
| Пит Дејвидсон    | Дејвид |
| Конор О’Мали     | Макс   |